# Fritzing
Fritzing ist eine Open Source Initiative zur Entwicklung von CAD-Software für Amateur- und Hobbyanwender im Bereich der Elektronikentwicklung. Ziel ist es, Designerinnen und Künstlerinnen zu unterstützen, aus Prototypen dauerhaft nutzbare Schaltungen zu erstellen. Die Software wurde an der Fachhochschule Potsdam entwickelt.Fritzing ist freie Software unter der GPL-3.0-oder-neuer-Lizenz. Der Quellcode ist auf GitHub verfügbar, während die Binärdateien kostenpflichtig angeboten werden – was unter der GPL erlaubt ist.
Nachdem die Weiterentwicklung ab der Version 0.9.3b (Juni 2016) ins Stocken geraten war, wurde Anfang Mai 2019 eine neue Version angekündigt und eine neue Roadmap vorgestellt. Im Dezember 2019 wurde dann die Version 0.9.4 veröffentlicht. Seitdem ist der Download des ausführbaren Programms kostenpflichtig.

## Funktionen
Fritzing bietet viele elektronische Bauteile in einem nach Sortimenten kategorisierten Katalog an, den man durch eigene Bauteile oder Bauteile anderer Nutzer ergänzen kann. Diese Bauteile kann man über ein GUI in eine virtuelle Steckplatine (englisch breadboard) einfügen und in verschiedenen Ansichten miteinander verbinden. Das Sortiment der Bauteile fokussiert sich auch auf Platinen, die der Arduino-Plattform angehören.
Die folgenden Bilder zeigen einen Beispielsketch (Betrieb zweier Gleichstrommotoren über ein H-Brücken-IC mithilfe eines Arduino UNO) in den verfügbaren Ansichten.

Steckplatinenansicht
Schaltplanansicht
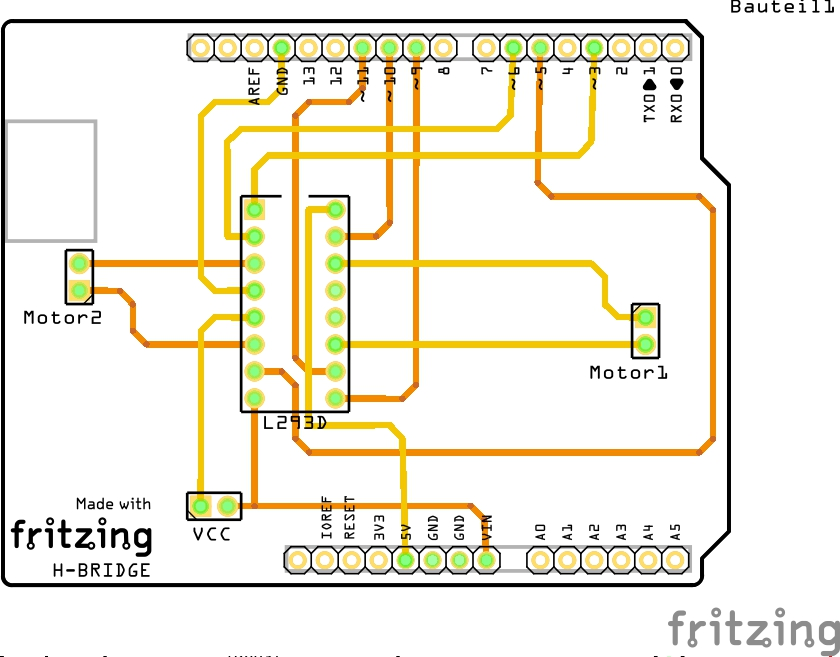
Leiterplattenansicht

Nach der Fertigstellung einer Schaltung in Fritzing kann man diese über implementierte Funktionen als Steckplatinenansicht, Schaltplanansicht oder Leiterplattenansicht in Form von JPEG-, PNG- oder SVG-Grafiken exportieren und veröffentlichen. Die Entwickler von Fritzing erbitten in diesem Fall die Erwähnung des Programmnamens bei der Veröffentlichung. Über eine Schaltfläche im GUI kann man seine Schaltung auch direkt auf der Webseite von Fritzing veröffentlichen. Außerdem kann man mit der Software Teilelisten und Dokumente für das Ätzen von Leiterplatten erstellen.

## Sonstige Leistungen

### Fritzing Creator Kit
Im Onlineshop der Webseite ist es möglich, das „Fritzing Creator Kit“ zu erwerben. Dabei handelt es sich um ein Set aus verschiedenen elektronischen Bauteilen, je nach Ausführung auch mit einem Arduino-UNO-Board, und einem Buch, in dem verschiedene Experimente erklärt werden, die Mithilfe des Sets durchgeführt werden können. Das Fritzing Creator Kit ist derzeit in englischer und deutscher Sprache erhältlich. Zielgruppe des Sets sind insbesondere Jugendliche ab 12 Jahren, die mithilfe des Fritzing Creator Kits in die Welt der Elektronik eintauchen sollen.

### Fritzing Fab
Innerhalb der Fritzing-Benutzeroberfläche gibt es die Möglichkeit, die eigene erstellte Schaltung in der Leiterplattenansicht zu exportieren und diese an die „Fritzing Fab“ zu senden, die aus der exportierten Datei eine Leiterplatte herstellt.